# Metalectra marginata
Metalectra marginata är en fjärilsart som beskrevs av W. Warren 1889. Metalectra marginata ingår i släktet Metalectra och familjen nattflyn. Inga underarter finns listade i Catalogue of Life.